# Hühnerei

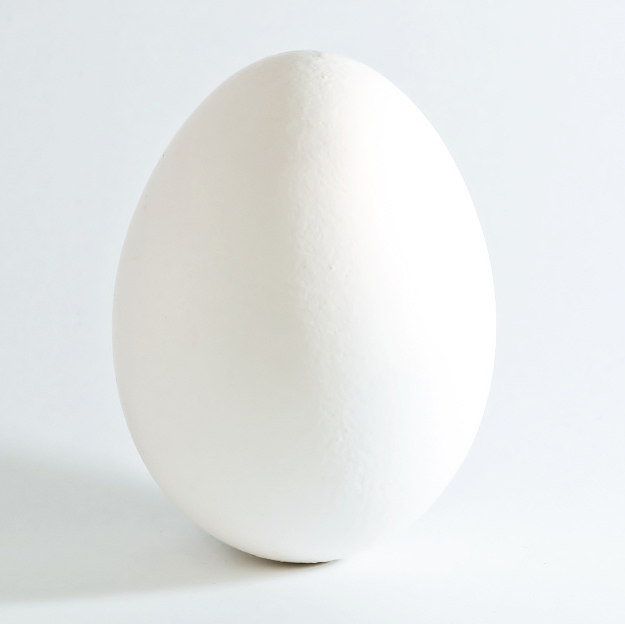
Weißes Hühnerei

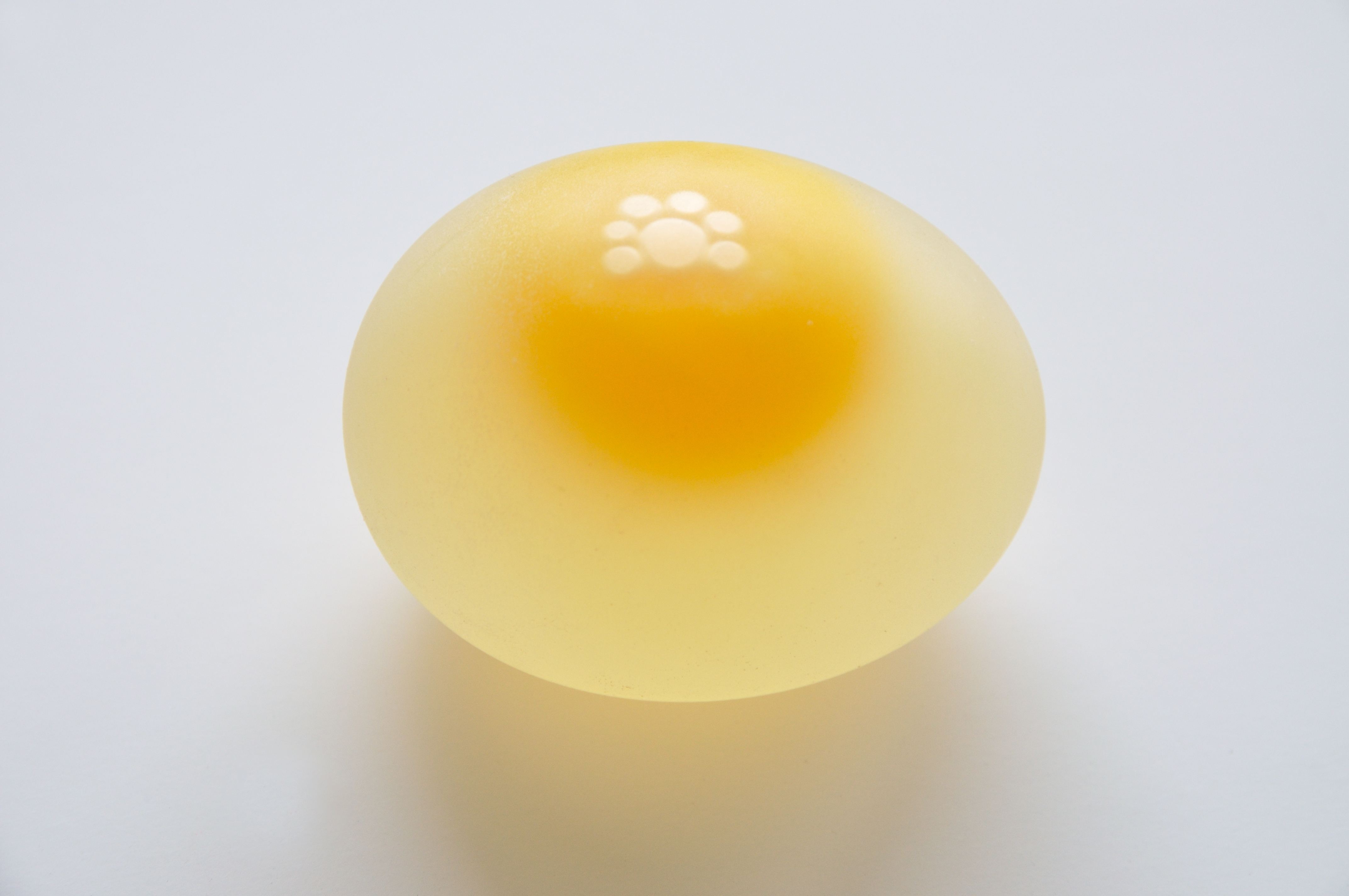
Ein Ei ohne Eierschale

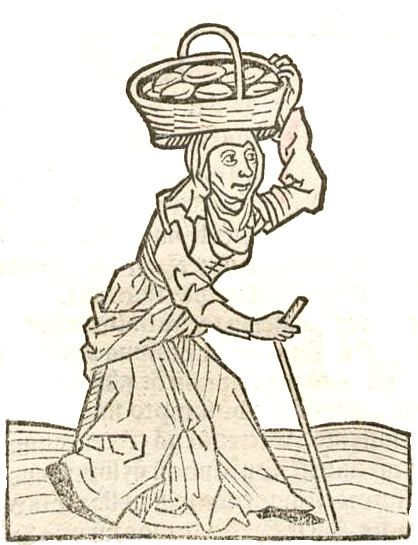
Hortus sanitatis, Mainz 1491. Abbildung zum Kapitel Ova – Eier

Das Hühnerei oder Hühner-Ei ist das Ei des Haushuhns. Als Nahrungsmittel wird es oft nur als Ei bezeichnet.

## Entwicklung

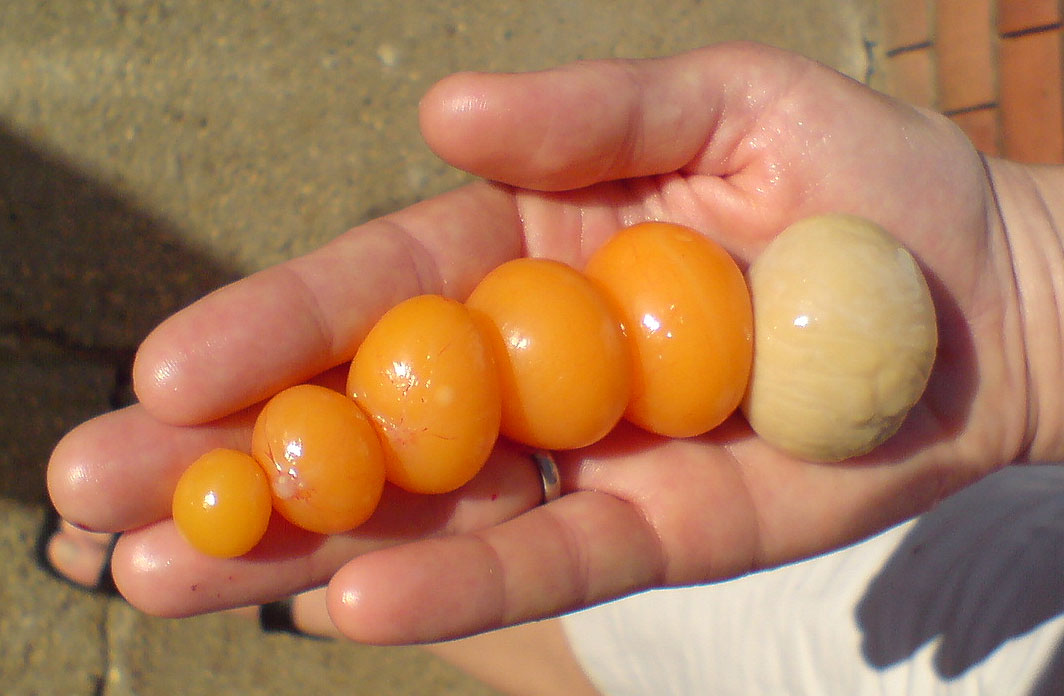
Hühnereier in verschiedenen Entwicklungsstadien, die in einer geschlachteten Henne gefunden wurden

Legehennen verfügen in der Regel nur über einen funktionierenden Eierstock, der andere wird nicht voll ausgebildet. Im Eierstock befinden sich zahlreiche Eizellen, die bereits während der Embryonalentwicklung der Henne entstehen. Sie sind von Hilfszellen umgeben und bilden mit diesen Follikel oder Eibläschen. Während der Geschlechtsreife wächst ein kleiner Teil dieser (ursprünglich zu mehreren Millionen vorhandenen) Follikel zu präovulatorischen Follikeln heran, aus denen später Eier entstehen werden; der Rest bildet sich zurück.
Regelmäßig gehen bei der geschlechtsreifen Legehenne einzelne der weniger als 0,5 mm großen Follikel in eine Wachstumsphase über, während derer sie auf eine Größe von 6–8 mm heranwachsen. Von diesen sterben wiederum die meisten in einer Form von programmiertem Zelltod ab, nur wenige wachsen zu reifen Follikeln heran. In ihnen bildet sich das junge Ei, das zunächst aus abwechselnden Schichten von weißem und gelbem Dotter besteht, die von einer Membran umgeben sind. In regelmäßigen Abständen platzt die von Blutgefäßen durchzogene umgebende Wand des größten Follikels im Eierstock an einem dafür vorgesehenen, von Blutgefäßen freien Bereich, dem sogenannten Stigma (oder Sprungnarbe), auf, und das Ei verlässt den Eierstock und wandert in den Eileiter. Dieser Vorgang wird als Eisprung oder Ovulation bezeichnet; die Zeit von der ersten Selektion des Follikels bis zum Eisprung dauert ungefähr 2–3 Wochen.

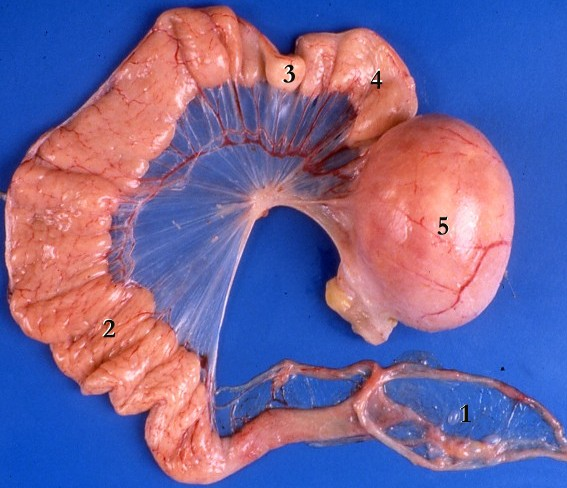
Eileiter eines Huhns
1. Infundibulum
2. Magnum
3. Isthmus
4. Uterus
5. Vagina mit Ei

Zu dem Zeitpunkt, an dem das Ei vom Eierstock in den Eileiter übergeht, verfügt es nur über den Dotter. Die Bildung des Eiklars, der Eierschalenmembranen und der Schale erfolgt im Eileiter über einen Zeitraum von ungefähr 24 Stunden. Der Eileiter kann in mehrere Abschnitte aufgeteilt werden: Der erste, unmittelbar an den Eierstock angrenzende Abschnitt ist das Infundibulum, in dem die Befruchtung der Eizelle stattfindet, wenn die Henne zuvor begattet wurde. Außerdem bildet sich hier die chalazifere Eiklarschicht um den Dotter, von der die Hagelschnüre ausgehen. Im Infundibulum hält sich das Ei ungefähr eine halbe Stunde auf. Der zweite, längste Abschnitt des Eileiters ist das Magnum, in dem sich der Großteil des Eiklars bildet; hier verbringt das Ei etwa 2–3 Stunden. Der nächste Abschnitt ist der Isthmus, in dem sich die innere Eiklarschicht bildet und die Calcifizierung der Eischale beginnt; dies dauert etwa 1–5 Stunden. Im anschließenden Abschnitt, dem Uterus, werden die Schalenbildung abgeschlossen, Pigmente in die Schale eingelagert und die äußere Schalenhaut (Cuticula) gebildet; hier verbringt das Ei fast die ganze restliche Zeit bis zum Legen; im letzten Abschnitt des Eileiters, der Vagina, hält sich das Ei nur kurz auf.
Die Legeleistung von Hennen hängt auch von der Rasse ab. Rassehühner mit hoher Legeleistung legen etwa 220 Eier pro Jahr, Legehybride in professionellen Betrieben kommen auf 330 Eier in 12 Monaten.
Ob Hennen die Eier in einem Nest ausbrüten, hängt von Rasse, Tageslichtlänge und Umgebungstemperatur ab. Der Bruttrieb (= erhöhter Spiegel des Hormons Prolaktin) wird durch 12-Stunden-Tage gefördert, ebenso durch den Druck vieler Eier (bis zu 30) gegen den Unterbauch der Henne, er endet nach 21 Tagen oder mit dem Piepsen der ersten Küken.
Im Handel erhältliche Hühnereier sind heutzutage in der Regel unbefruchtet.
Mehrere Dotter
Ein Hühnerei kann mehrere Dotter enthalten – bis zu vier. Theoretisch könnte sich aus jedem Dotter ein Küken entwickeln, doch ist aufgrund des fehlenden Platzes kein solcher Fall bekannt. Praktisch entwickeln sich aus einem befruchteten Hühnerei mit zwei Dottern dann zweieiige Zwillinge.

## Schale
Die Schale besteht aus einem Proteingerüst, in das Calciumcarbonat sowie andere Calcium- bzw. Magnesiumsalze eingelagert sind. Sie ist durch die Schalenhaut abgeschlossen, enthält jedoch Poren, die für die Entwicklung des Embryos wichtig sind. Die Dicke der Eierschale beträgt 0,2 bis 0,4 Millimeter. Bei einer Eierschalendicke unter 0,3 mm ist das Ei bruchgefährdet. Die Eierschalendicke ist am spitzen Ende am größten und am stumpfen Ende am geringsten. Die Festigkeit der Eischale kann mittels statischem Kompressionstest gemessen werden und wird dann in Newton (N) angegeben. Sie nimmt über die Legedauer der Hennen ab und ist zu Beginn der Legetätigkeit mit 50 bis 60 N am höchsten.
Farbe

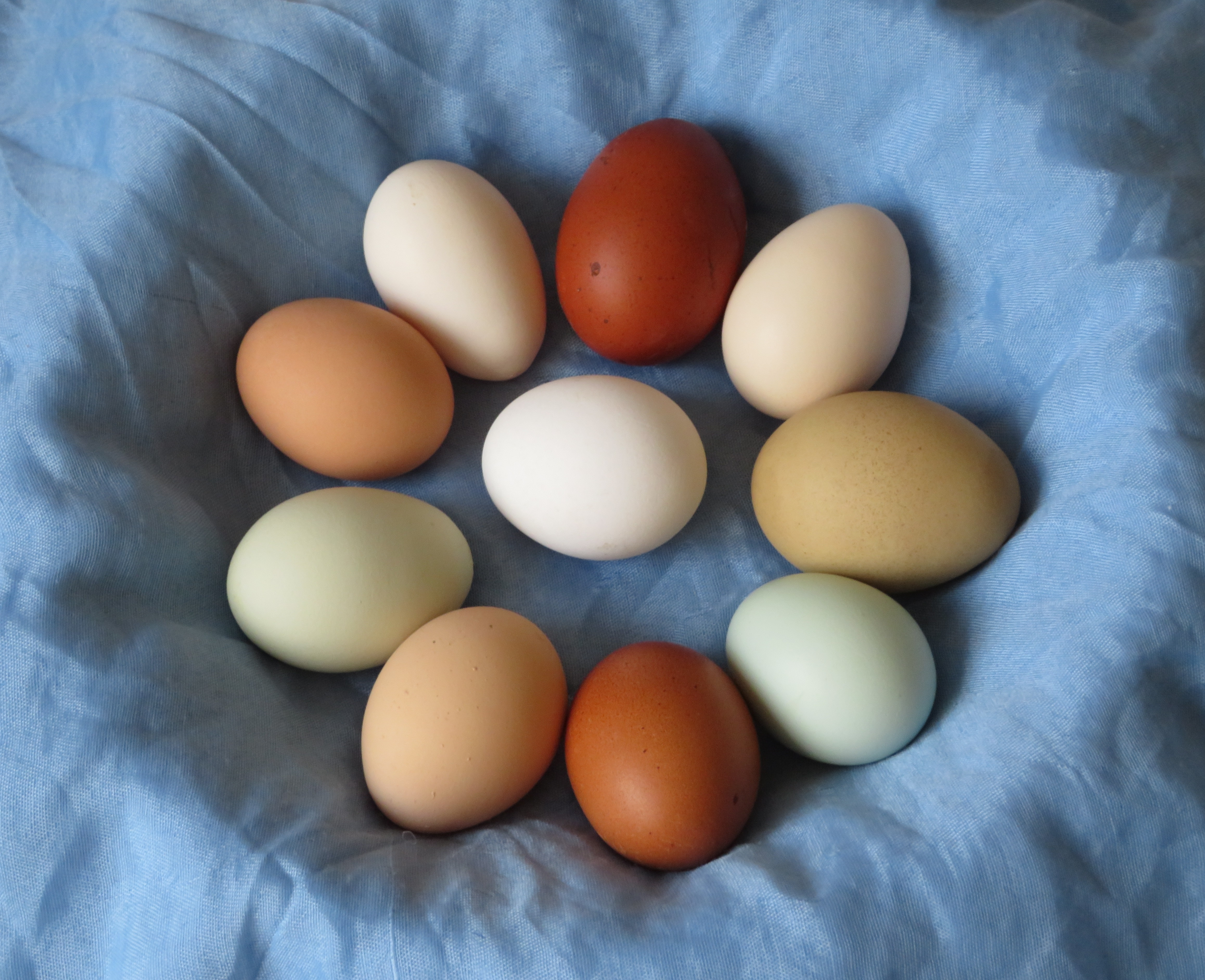
Eier von Hühnern verschiedener Rassen in ihren natürlichen Farben

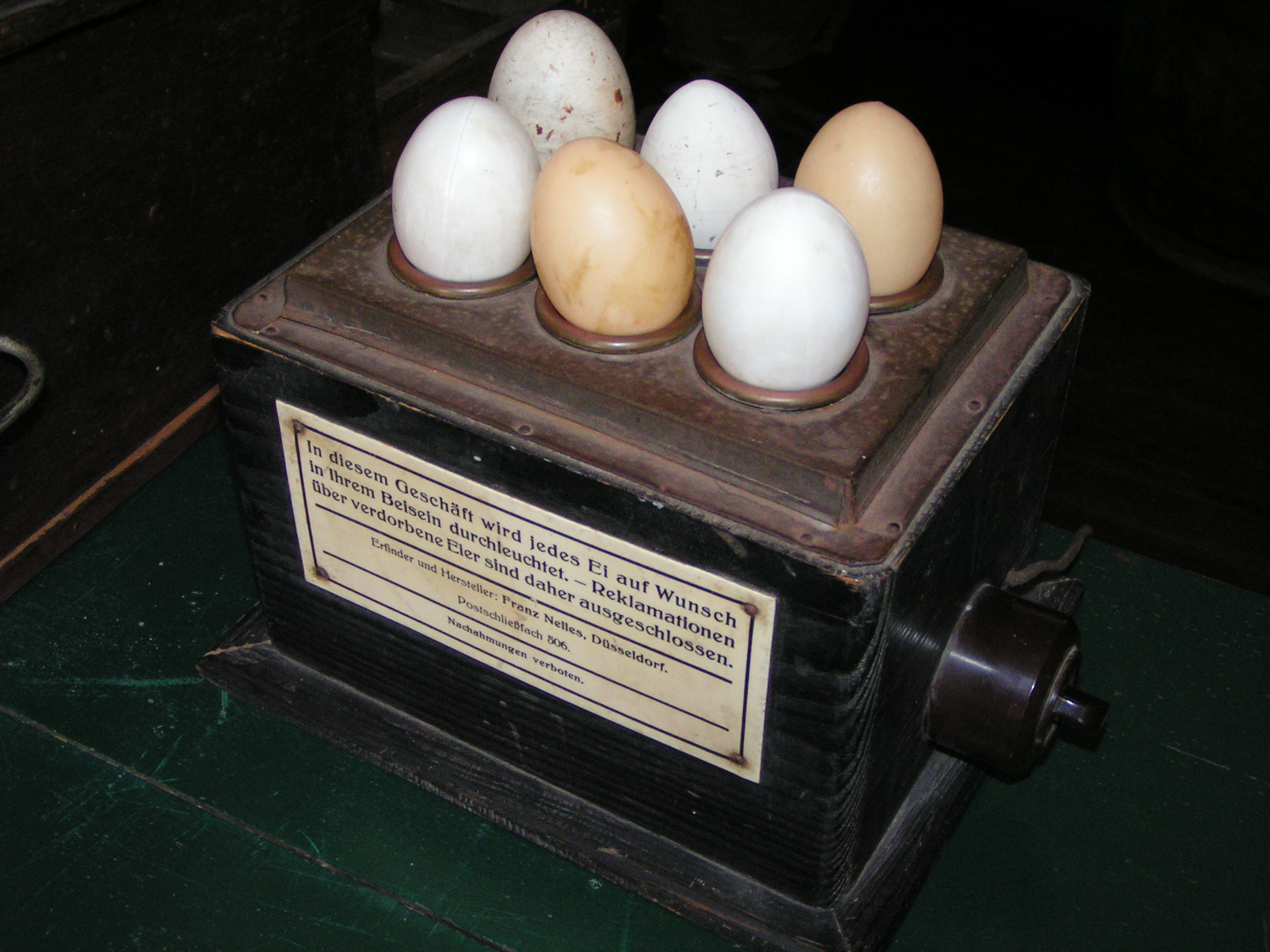
Schierlampe zum Eier-Durchleuchten, wie sie in manchen Lebensmittelgeschäften zu finden war

Die Farbe der Kalkschale des Hühnereis ist genetisch bedingt und hängt allein von der Hühnerrasse ab, von der das Ei stammt. Reinrassige Hühner mit weißen Ohrscheiben legen meist weiße Eier, solche mit roten Ohrlappen dagegen meist braunschalige. Eine Besonderheit stellen Araucana-Hühner dar, die Ohrlappen in verschiedenen Farben haben, aber stets grünlich-bläuliche Eier legen. Zwischen der Farbe des Gefieders und der der Eier besteht kaum eine Korrelation. Bei nicht reinrassigen Hühnern lässt die Ohrlappen- und -scheibenfarbe keine Rückschlüsse auf die Eifarbe zu. Alle Kombinationsmöglichkeiten treten auf.
In der Erwerbsfreilandhaltung sind weiße Hennen bei Landwirten weniger beliebt: Der Zuchtrichtung wird nachgesagt, sie sei weniger robust, einem stärkeren Krankheitsdruck (Salmonellen, Atypische Geflügelpest = Newcastle-Krankheit u. a.) ausgesetzt und werde häufiger Beute von Greifvögeln. Mit der Zunahme der Freilandhaltung seit den 1980er Jahren ist auch der Marktanteil von braunen Eiern auf über 60 % gestiegen. Eine Ursache ist die weit verbreitete Assoziation des Verbrauchers von braunen Eiern mit ökologischer Landwirtschaft. In der Erwerbszucht spielt die Gefiederfarbe der Tiere oder die Eifarbe keine Rolle, es ist aber genetisch schwerer, die weiße Eifarbe zu halten, wenn Hauptziele die Eizahl und die Futterverwertung sind.
Andererseits haben etwa 15 % der braunen Eier Gerinnsel wie Blut- oder Fleischflecken gegenüber weniger als einem Prozent bei weißen Eiern. Weiße Eier dieser Art lassen sich durch eine Durchleuchtung problemlos aussortieren.

## Eigewicht
Die meisten Eier moderner Hühnerrassen und insbesondere die der üblichen Legehennen haben ein Gewicht von 50–60 g. Dies ist deutlich höher als das des Urhuhns (G. gallus bankiva), welches etwa 23 g beträgt. Das schwerste bekannte Ei eines Huhnes wurde 1956 gelegt und wog 454 g.
Im Einzelhandel werden die Eier nach den Gewichtsklassen S bis XL verkauft.

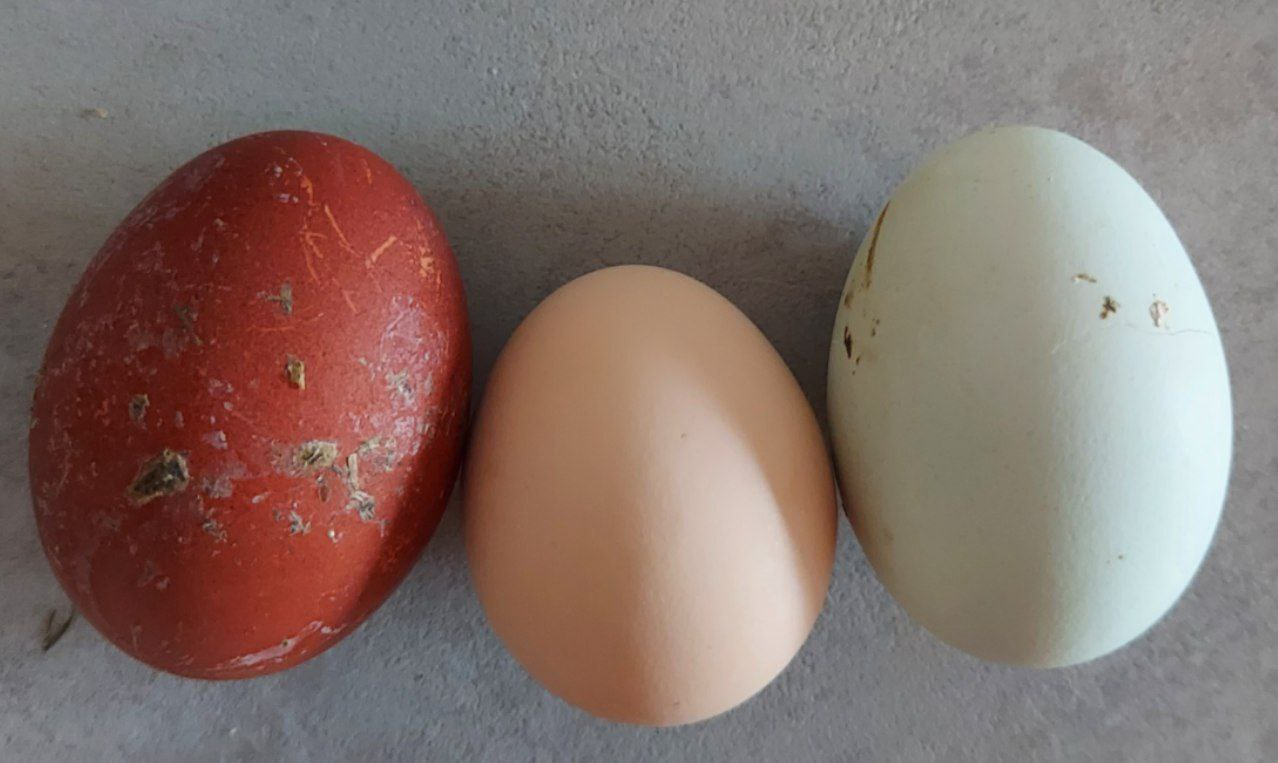
Varianten in Größe und Farbton von Hühnereiern

## Industrielle Produktion
Zur Produktion von Eiern werden in der Massentierhaltung Legehybride eingesetzt. Diese Legehennen sind durch die Hybridzucht (Kreuzung von zwei Inzuchtlinien) auf das Legen von Eiern optimiert und haben eine Legeleistung von mehr als 300 Eiern pro Jahr. Es werden jedoch auch männliche Küken ausgebrütet – deren Mast ist allerdings nicht wirtschaftlich (hierfür werden Masthybride verwendet). Die männlichen Eintagsküken werden daher nach dem Schlüpfen aussortiert und überwiegend getötet, indem sie mit CO2 vergast oder geschreddert werden. In Deutschland ist das Töten der männlichen Küken seit 2022 verboten, in einigen weiteren Ländern der EU beschränkt. Weltweit betrifft dies ca. 2,5 Milliarden Küken (in Deutschland waren es bis 2022 ca. 40 Millionen) pro Jahr.

## Wirtschaftliche Bedeutung

### Die größten Produzenten
Im Jahr 2023 wurden weltweit 97 Mio. Tonnen Hühnerei produziert; 2009 waren es 62 Mio. Tonnen.
Folgende Tabelle gibt eine Übersicht über die 10 größten Produzenten von Hühnereiern weltweit, die insgesamt 25,8 % der Gesamtmenge (in t) produzierten.
| Rang | Land                | Menge (in t) |
| ---- | ------------------- | ------------ |
| 1    | Volksrepublik China | 30.641.714   |
| 2    | Indien              | 7.853.223    |
| 3    | Vereinigte Staaten  | 6.529.000    |
| 4    | Indonesien          | 6.506.367    |
| 5    | Brasilien           | 3.416.575    |
| 6    | Mexiko              | 3.171.784    |
| 7    | Russland            | 2.590.878    |
| 8    | Japan               | 2.437.773    |
| 9    | Türkei              | 1.289.858    |
| 10   | Pakistan            | 1.119.493    |
|      | Summe Top Ten       | 65.556.665   |
|      | restliche Länder    | 44.153.830   |

2023 wurden in Europa 90.405.027 Tonnen Hühnerei produziert. Die größten Produzenten waren Russland, Deutschland und Spanien. Nach Angabe der Zeitschrift WATT Poultry International sind die Unternehmen mit der größten Eiproduktion in Europa Avangardco (Ukraine), Fermy Drobiu Woźniak (Polen), DAVA Foods (Dänemark), PEP (Marke „Cocotine“, Frankreich) und Noble Foods (Vereinigtes Königreich).
In Deutschland wurden 2023 von rund 45,3 Millionen Legehennen rund 13,7 Milliarden Eier in Betrieben mit mindestens 3000 Hennenhaltungsplätzen produziert. Das entspricht durchschnittlich 302 Eiern je Henne. Die dominierende Haltungsform war die Bodenhaltung (58,0 %). 23,6 % wurden in Freilandhaltung produziert, 14,1 % in ökologischer Erzeugung.

### Handel
Im Jahr 2019 waren die größten Exporteure weltweit (Hühnereier, mit Schale): die Niederlande (389.909 t), Türkei (275.033 t) und Polen (215.626 t).
Deutschland war im gleichen Zeitraum weltweit der größte Importeur von Hühnereiern (396.641 t), gefolgt von Irak (298.000 t) und den Niederlanden (265.859 t).
Die Importe der Schweiz kommen hauptsächlich aus den Niederlanden, Deutschland und Frankreich.

### Pro-Kopf-Verbrauch
Für das Jahr 2013 registrierte die FAO einen durchschnittlichen weltweiten Verbrauch an Eiern von 9,19 kg pro Kopf und Jahr. Die größten Konsumenten waren Japan mit 19,15 kg, Paraguay mit 18,83 kg und die Volksrepublik China mit 18,76 kg pro Kopf und Jahr. (Aktuellere Zahlen stellt die FAO nicht zur Verfügung.) In diesem Jahr verbrauchten die Österreicher 14,68 kg, die Deutschen 12,20 kg und die Schweizer 10,53 kg Eier pro Kopf und Jahr.
Pro Kopf wurden 2017 in Österreich 239, in Deutschland 230 und in der Schweiz 179 Eier konsumiert. Da in der Schweiz seit 2018 die in den verarbeiteten Lebensmitteln importierten Eier mit einberechnet werden, stieg in jenem Jahr die Anzahl konsumierter Eier auf 196.

### Überproduktion
Bei Überproduktion von Eiern – z. B. nach Ostern – kommen in der Schweiz die sogenannten Aufschlags- und Verbilligungsaktionen Eier zum Einsatz. Damit wird die Wirtschaft durch Subventionen finanziell entlastet.

## Verwendung als Lebensmittel

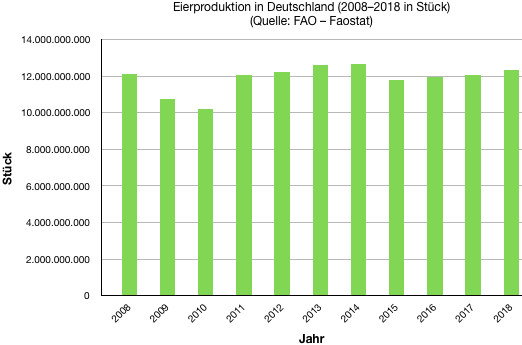
Eierproduktion in Deutschland von 2008–2018 (in Stück)

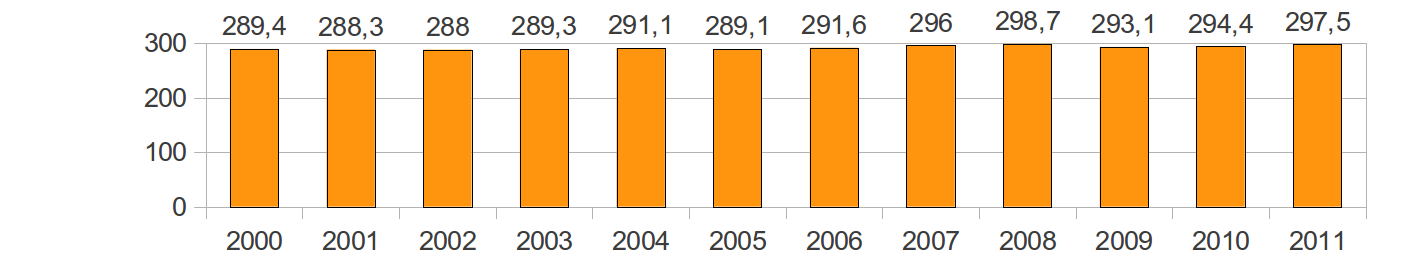
Die jährliche Legeleistung einer Henne lag in Deutschland zwischen 2000 und 2011 bei ca. 290 bis 300 Stück.

Im Jahr 1950 legte in Deutschland ein Huhn durchschnittlich 120 Eier pro Jahr, 2015 waren es etwa 300.
In Deutschland wurden zwischen 2008 und 2018 durchschnittlich 11,9 Milliarden Eier in jedem Jahr produziert und etwa 2,8 Milliarden Eier exportiert. Der Import von Eiern nimmt stark zu und liegt bei etwa 8 Milliarden Eiern pro Jahr. Der Pro-Kopf-Verbrauch liegt damit seit 2005 leicht zunehmend bei 211 sogenannten Schaleneiern pro Jahr. Davon werden ca. 50 % von privaten Haushalten verbraucht, 30 % in der lebensmittelverarbeitenden Industrie und 20 % in lokalen Großküchen und Bäckereien.
Hühnereier dürfen die ersten 18 Tage ab Legedatum ungekühlt gelagert werden, da das Ei über einen eigenen Immunschutz auf der Schale und im Inneren in Form von Enzymen verfügt. Deshalb dürfen die Eier auch nicht gewaschen, sondern nur mechanisch gereinigt werden, bevor sie in den Handel gelangen, weil sonst die Cuticula zerstört würde. Nach starken Temperaturschwankungen oder Kühlung kann dieser Immunschutz jedoch aufgrund von Kondenswasser in seiner Funktion beeinträchtigt sein. Daher müssen alle einmal gekühlten Eier weiterhin ununterbrochen gekühlt gelagert werden. Ab dem 18. Tag müssen alle Eier ununterbrochen gekühlt werden. Eier, die seit mehr als drei Tagen der Kühlpflicht unterliegen – also spätestens nach 21 Tagen – dürfen nicht mehr gewerblich an Endverbraucher abgegeben werden. Als äußerstes Mindesthaltbarkeitsdatum wird der 28. Tag ab dem Legetag definiert. Es steht dem Produzenten oder Händler jedoch frei, frühere Zeitpunkte für MHD und Kühlpflicht anzugeben, was zu geschehen hat, wenn insbesondere bei Boden- oder Freilandhaltungseiern die Keimbelastung beim legefrischen Ei durch Picken von Kot schon erhöht ist.
Die lebensmittelrechtlichen Vorschriften für das Lebensmittel Ei regelt die sogenannte Tier-LMHV (Tierische-Lebensmittel-Hygieneverordnung). Die Verordnung schreibt u. a. vor, dass Hühnereier innerhalb von 21 Tagen nach dem Legen an den Verbraucher abgegeben werden müssen. Diese Verordnung dient dem Verbraucherschutz, da das rohe Hühnerei einer der produktivsten Nährböden für Bakterien und deshalb ein sehr sensibles Lebensmittel ist. Vor allem die Gefahr der Übertragung von Salmonellen ist hoch.
Für die Herstellung von Produkten aus rohen Eiern (zum Beispiel Eischnee, Mayonnaise, Speiseeis oder Desserts) besteht die Gefahr, dass beim Öffnen der Eier Bakterien von der Schalenoberfläche in die Eimasse gelangen. Außerdem können Bakterien von den Händen der zubereitenden Personen in die Eimasse eingebracht werden. Bei der Lagerung können sich diese Bakterien rasch in der Eispeise vermehren und Lebensmittelvergiftungen auslösen. Ohne besondere konservierende Maßnahmen sollten nichtgegarte Speisen mit Frischei am besten am Tag der Herstellung verbraucht werden. Für die gewerbliche Verarbeitung gelten besonders strenge Auflagen.
Beim Erhitzen von Eiern stockt das Eiklar ab einer Temperatur von etwa 62 °C und ab etwa 68 °C der Dotter. Daher wird bei der Zubereitung von warm aufgeschlagenen Frischeispeisen wie Sauce hollandaise oder Zabaglione mit Hilfe einer Metallschüssel im Wasserbad das Eigelb langsam und mit begrenzter Wärmezufuhr bis knapp unter diese Temperatur erhitzt.
Der Verzehr durch den Menschen erfolgt selten roh, meist wird das Ei gekocht oder einem Teig beigemengt. Beim Kochen unterscheidet man weiter zwischen Kochen als Ganzes in der Schale und dem Kochen in aufgeschlagener Form ohne Schale. Gekocht wird meist in einem Topf mit normalem Leitungswasser, oft mit etwas Salz- oder Essig-Beigabe. Das Salz bzw. der Essig verhindern nicht das Brechen, beschleunigen aber die Denaturierung des Eiklars, sollte das Ei brechen. Der Essig löst zudem Kalk aus der Schale. Ganze Eier werden dazu an ihrem stumpfen Ende punktiert, wo normalerweise eine Luftblase vorhanden ist; damit kann Überdruck und das Platzen der Eierschale meist verhindert werden. Vor dem Erhitzen in einer Mikrowelle ist generell zu warnen, da es zu einem Aushärten von außen nach innen mit sehr starker Gasbildung durch Wasserdampf führt, was in der Regel zum explosionsartigen Bersten des Eis führt. In der Pfanne werden aufgeschlagene Eier als Spiegeleier oder Rühreier gebraten. Für Teigwaren ergeben sich keine besonderen Einschränkungen ihrer Zubereitung, wenn sie Ei enthalten. Einzelne Sonderformen von Teigwaren, meist Ostergebäck, aber auch Fleischteige, erlauben es, gekochte Eier als Ganzes zu integrieren und so zu einem Lebensmitteldesign zu vereinigen. Aufgeschlagene Eier mit wenigen Beigaben können auch kalt verquirlt werden (zum Beispiel Eischnee), wobei hier eine Abtrennung von Eiklar und Eigelb beim Aufschlagen erfolgen muss. Ein Ausbacken der Masse ist möglich (zum Beispiel Baiser).
Eierschalen werden dagegen meist weggeworfen, können aber auch durch Ansetzen im Wasserbad als Dünger für Zier- und Nutzpflanzen dienen. Mit einer gewissen störenden Gasbildung durch einsetzende Gärprozesse ist zu rechnen. Bei der Ernährung von Schildkröten (zum Beispiel Griechische Landschildkröte) in der Heimtierhaltung kann (abgekochte) gestoßene Eierschale eine zusätzliche Kalziumquelle darstellen.
Beim Kochen mit Schale bestimmen die Kochdauer und die Temperatur, wie stark sich die Substanzen im Ei von ihrer anfänglich eher flüssigen Form zu einem zähflüssigen bis schnittfesten bzw. bröseligen Zustand verändern. Die Transparenz der Flüssigkeit geht dabei ebenso verloren. Das Eiklar härtet schneller aus als das Eigelb. Es findet eine nicht umkehrbare chemische Veränderung statt (Denaturierung der Proteine). Wird das Ei zu lange gekocht, entsteht aus den schwefelhaltigen Aminosäuren der Proteine Schwefelwasserstoff, welches für den typischen Geruch nach faulen Eiern verantwortlich ist. Zudem reagiert das im Ei enthaltene gebundene Eisen mit dem Schwefelwasserstoff und es bildet sich Eisensulfid, welches dem „überkochten“ Eigelb die grün-blaue Farbe verleiht. Die Eierschale wird nach dem Kochen entfernt, zum Beispiel am Tisch beim Servieren des Eis in einem Eierbecher. Das Frühstücksei sollte jedoch nicht mit einem Silberlöffel gegessen werden, da der im Ei enthaltene Schwefel mit dem Silber zu Silbersulfid reagiert und sich der Löffel schwarz färbt. Beim Kochen ohne Schale findet dasselbe statt, wobei hier die Zubereitungsformen mit ganzem Dotter (Spiegelei, Bouillon) und solche, bei denen das Ei verquirlt wird (Nudeln, Rührei, Einlaufsuppe), zu unterscheiden sind. Bei der Verwendung in Teigwaren entfaltet auch die leicht klebende Charakteristik der Substanzen im Ei einen helfenden Effekt.

### Transport und Lagerung

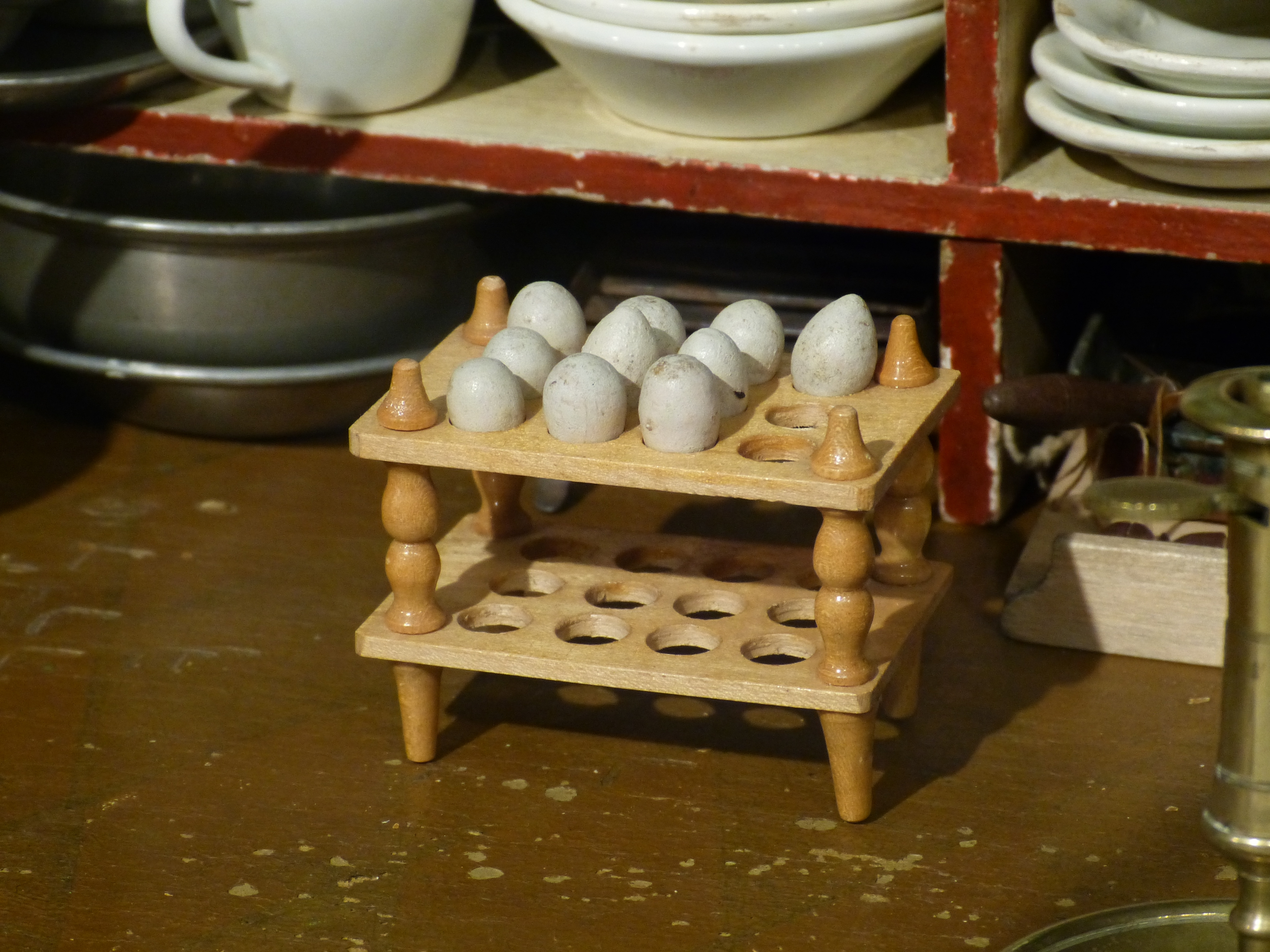
Früher wurden Eier in Gestellen gelagert (hier Modell aus einer Puppenküche)

Eier sind ein zerbrechliches und verderbliches Nahrungsmittel. Bei harten Eiern ist die Dicke der kalkigen Eierschale meist unter einem halben Millimeter und zudem leicht brüchig, so dass bereits ein Sturz über wenige Zentimeter oder einwirkender Druck mit einer harten Kante zu einer Beschädigung oder Zerstörung des Eis führen kann. Beschädigte oder zerbrochene Eier sind jedoch schnell verdorben, weil sich darüber schnell Bakterien bzw. Schimmelpilze ausbreiten, die zudem meist noch gesundheitsschädlich sind. Für ein solches Verderben reicht unter Umständen bereits ein kleiner Riss in der Schale aus.
Früher wurden Eier in Gestellen oder regalartigen Eier-Kästchen aufbewahrt. Seit etwa 1960 sind für den Transport und die Lagerung Eierkartons in Gebrauch, die die Eier einzeln in Mulden bergen und puffern.
Intakte Eier kann man bei Zimmertemperatur teils über mehrere Wochen lagern, wobei eine kühle Lagerung sinnvoll sein kann. In Europa werden Eier durch den Aufdruck von Produktionscodes gekennzeichnet, um ihre Herkunft und ihr Alter bestimmen zu können. Hierzu kommen meist schonende, berührungslose Verfahren wie die Tintenstrahltechnik zum Einsatz.
Um Eier für Zeiten höheren Bedarfs (Weihnachten, Ostern) als Angebots-Eier haltbar zu machen, wurden sie bis zum Aufkommen von Kühlschränken um 1955/1960 mitunter in weithalsigen Glasflaschen von typisch 3 bis 6 Liter Volumen in verdünnte Wasserglas-Lösung (Verschluss mit Zellophan + Schnürchen) kalt, einzeln mit einem Löffel eingelegt und damit bei Kellertemperatur haltbarer gemacht. Durch das Verfahren werden die Poren in der Kalkschale verschlossen, was Fäulnisbakterien den Zutritt verwehrt, das Eintrocknen wird verhindert und die Sauerstoffzufuhr wird reduziert. In einem ähnlichen Verfahren werden in Irland frisch gelegte Eier mit Butter eingerieben. So versiegelt sind Buttered eggs bis zu sechs Monate lang haltbar.

### Eiprodukte
Hühnereier werden für die Herstellung unzähliger Lebensmittel verwendet (zum Beispiel für Kuchen und Gebäck, Nudeln, Mousse au Chocolat, …). Dabei wird jedoch nicht immer das natürliche Ei, welches in der Lebensmittelindustrie auch als Frischei bezeichnet wird, verarbeitet, sondern oft so genannte Eiprodukte:

„Erzeugnisse, die aus Eiern, ihren verschiedenen Bestandteilen oder deren Mischungen hergestellt
worden sind; die Erzeugnisse können flüssig, konzentriert, getrocknet, kristallisiert, gefroren, tiefgefroren oder fermentiert sein. Sie dürfen nur aus Eiern von Hühnern hergestellt worden sein. Diesen Erzeugnissen können andere Lebensmittel oder Zusatzstoffe beigegeben werden. Abweichend von  der  EU-Norm  werden  innerhalb  der  KAT-Systematik  immer  die  Eiprodukte  dokumentiert, solange sie auch in der Deklaration der jeweiligen Mischung des jeweiligen Lebensmittels genannt werden müssen.“

### Durchschnittliche Zusammensetzung

#### Gesamtinhalt
Hühnereier enthalten fast alle Vitamine, außer Vitamin C. Ein durchschnittlich großes Hühnerei deckt bis zu 38 % des täglichen Bedarfs an Vitamin B12. Das fehlende Vitamin C wird erst während der Brut gebildet, hauptsächlich von der Membran des Dottersacks. Alle Nährstoffe befinden sich in Eigelb und Eiklar, ein größerer Anteil davon allerdings im Dotter. Generell spielt es im Hinblick auf die Nährstoffe keine Rolle, ob das Ei roh oder gekocht verzehrt wird. Ausnahme ist das Biotin, welches nur aus dem gekochten Hühnerei verfügbar ist und dessen Reserven durch den Verzehr von rohem Hühnerei sogar aus dem Körper gespült werden können.
Der physiologische Brennwert beträgt 648 kJ (156 kcal) je 100 g essbarem Anteil.
Angaben je 100 g 1 essbarem Anteil:
| Bestandteile  | Anteil |
| ------------- | ------ |
| Wasser        | 74,4 g |
| Eiweiß        | 12,8 g |
| Fett          | 11,3 g |
| Kohlenhydrate | 0,7 g  |
| Mineralstoffe | 1,0 g  |

| Mineralstoffe | Anteil   |
| ------------- | -------- |
| Natrium       | 145 mg 2 |
| Kalium        | 145 mg   |
| Magnesium     | 12 mg    |
| Calcium       | 55 mg    |
| Mangan        | 70 µg 3  |
| Eisen         | 2000 µg  |
| Kupfer        | 65 µg    |
| Zink          | 1300 µg  |
| Phosphor      | 215 mg   |
| Selen         | 10 µg    |
| Schwefel      | 180 mg   |
| Jod           | 10 µg    |

| Vitamine       | Anteil  |
| -------------- | ------- |
| Vitamin A      | 270 µg  |
| Vitamin D      | 3 µg    |
| Vitamin E      | 2000 µg |
| Vitamin K      | 9 µg    |
| Vitamin B2     | 410 µg  |
| Nicotinamid    | 85 µg   |
| Pantothensäure | 1600 µg |
| Vitamin B6     | 75 µg   |
| Biotin         | 25 µg   |
| Folsäure       | 65 µg   |
| Vitamin B12    | 2 µg    |
| Vitamin C      | 0 µg    |

| Aminosäuren  | Anteil  |
| ------------ | ------- |
| Arginin 4    | 890 mg  |
| Histidin 4   | 330 mg  |
| Isoleucin    | 930 mg  |
| Leucin       | 1260 mg |
| Lysin        | 890 mg  |
| Methionin    | 450 mg  |
| Phenylalanin | 800 mg  |
| Threonin     | 710 mg  |
| Tryptophan   | 230 mg  |
| Tyrosin      | 590 mg  |
| Valin        | 1120 mg |

| Lipide                | Anteil  |
| --------------------- | ------- |
| gesättigte Fettsäuren | 3,1 g   |
| Linolsäure            | 1148 mg |
| α-Linolensäure        | 33 mg   |
| EPA                   | 4 mg    |
| DHA                   | 37 mg   |
| Arachidonsäure        | 142 mg  |
| Cholesterin           | 425 mg  |
| Lecithin/Cholin       | 700 mg  |

#### Eigelb
Der physiologische Brennwert von Eigelb beträgt 1459 kJ (353 kcal) je 100 g essbarem Anteil.
Angaben je 100 g essbarem Anteil:
| Bestandteile  | Anteil |
| ------------- | ------ |
| Wasser        | 50,0 g |
| Eiweiß        | 16,1 g |
| Fett          | 31,9 g |
| Kohlenhydrate | 0,3 g  |
| Mineralstoffe | 1,7 g  |

#### Eiklar
Der physiologische Brennwert von Eiklar beträgt 202 kJ (47 kcal) je 100 g essbarem Anteil.
Angaben je 100 g essbarem Anteil:
| Bestandteile  | Anteil |
| ------------- | ------ |
| Wasser        | 87,3 g |
| Eiweiß        | 11,1 g |
| Fett          | 0,03 g |
| Kohlenhydrate | 0,7 g  |
| Mineralstoffe | 0,7 g  |

### Farbe des Dotters
Die Farbe des Dotters wird weitgehend durch das Futter bestimmt. Mais und Grünfutter führen durch die enthaltenen Carotinoide zu einem dunkleren Dotter. Der Farbton des Dotters wird in der gewerbsmäßigen Hühnerhaltung durch Futtermittelzusätze stabil gehalten. Dem Hühnerfutter werden hierzu Paprikapulver oder durch Extraktion gewonnene natürliche Carotinoide wie beispielsweise Lutein oder, wo erlaubt, überwiegend synthetisierte Carotinoide wie beispielsweise Canthaxanthin zugesetzt. Die von den Verbrauchern bevorzugte Dotterfarbe ist regional unterschiedlich und weist ein Nord-Süd-Gefälle in Europa auf. In nördlichen Staaten sind Eier mit gelb gefärbten Dottern beliebter, während in südlicheren Staaten gold-orange gefärbte Dotter bevorzugt werden. Auch in Deutschland ist dieses Gefälle im durchschnittlichen Verbraucherwunsch von gelben Dottern im Norden zu gold-orangen Dottern im Süden vorhanden. Die Dotterfarbe bei Bio-Eiern ist heller als bei konventionell erzeugten Eiern, da der Zusatz von Farbstoffen zum Legehennenfutter im Biolandbau prinzipiell verboten ist.

### Fischgeruch
Der Fischgeruch, den etwa 5 % der Hühnereier verströmten, war genetisch bedingt. Ursache war ein Gen-Defekt, der dazu führt, dass sich Trimethylamin (TMA) im Dotter von Eiern mit vornehmlich brauner Schale ablagert. Durch den Gendefekt wird die im Futter wie Raps enthaltene TMA-Vorläuferverbindung Cholin nicht durch das Leber-Enzym Oxygenase zum geruchlosen Trimethylaminoxid (TMAO) umgewandelt und ausgeschieden. Da durch einen Gentest die entsprechenden Zuchtlinien ausgelesen werden, sind seit 2006 Verbraucher kaum noch damit konfrontiert.

## Gesundheit
Die Deutsche Gesellschaft für Ernährung gibt als Richtwert ein Ei pro Woche an. Dies ist jedoch keine fixe Obergrenze, vielmehr ist das Verhältnis zu anderen Produktgruppen zu berücksichtigen. Wichtig ist laut DGE, dass insgesamt überwiegend pflanzliche Lebensmittel konsumiert werden.

## Hühnereiallergie
Hühnereiallergien unterscheiden sich aus medizinischer Sicht nicht von anderen Lebensmittelallergien. Hauptpunkte der Behandlung und des Umgangs mit einer Hühnereiallergie sind die strikte Vermeidung des Allergieauslösers, das Wissen um die Behandlung der Allergie im Falle einer unbeabsichtigten Allergieauslösung und das Überwachen der Karenzmaßnahmen sowie einer möglichen Überwindung der Allergie im Verlauf des Lebens, insbesondere bei Kindern.

## Kennzeichnung von Eiern

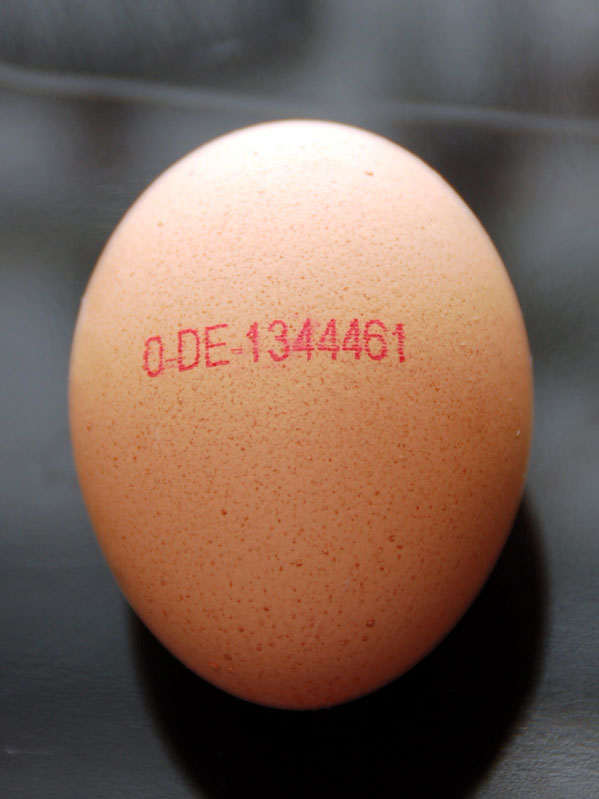
Eierkennzeichnung in Deutschland

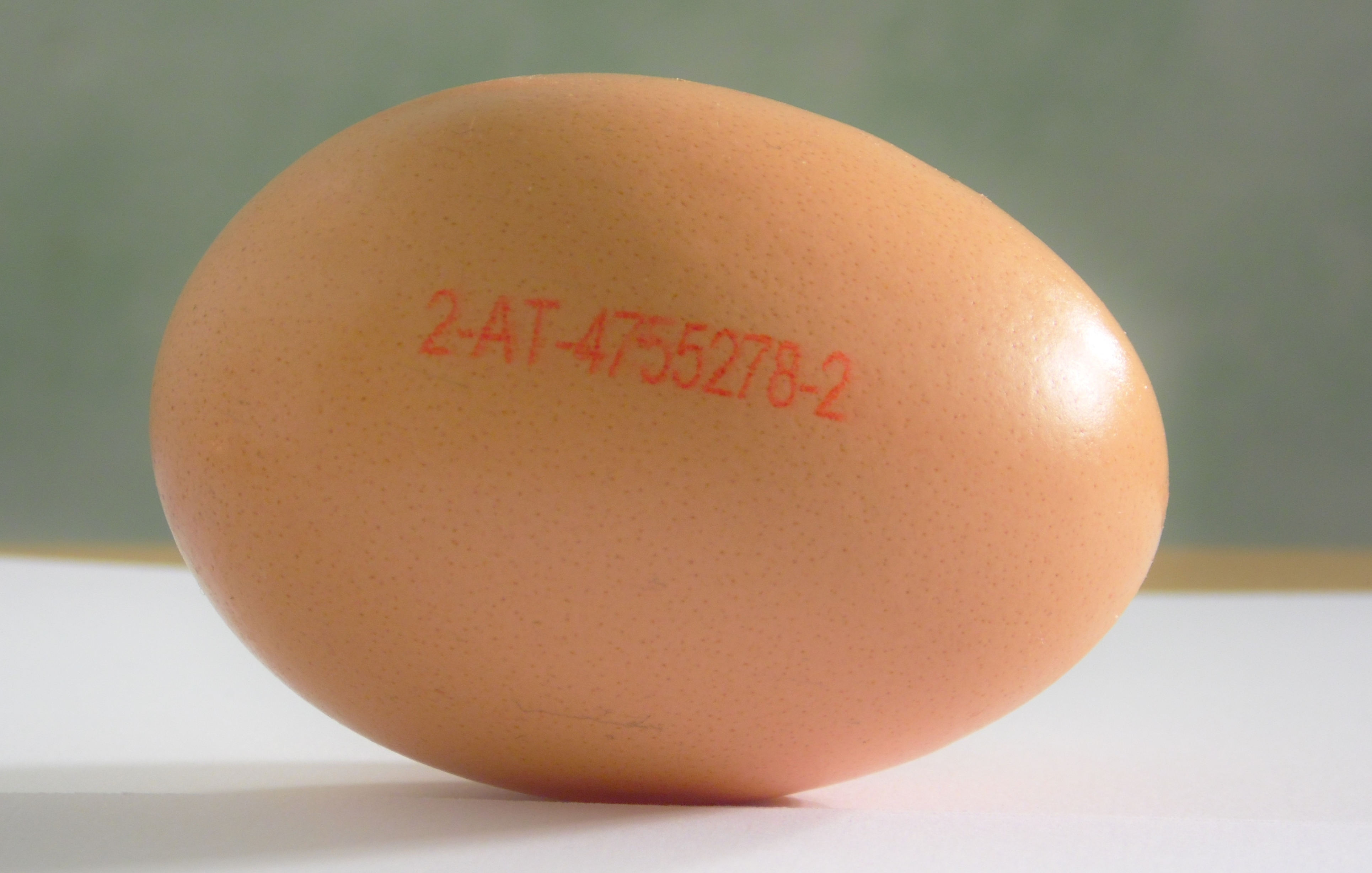
Eierkennzeichnung in Österreich

In den Ländern der Europäischen Union unterliegt die Kennzeichnung von Eiern den Vorschriften der Europäischen Vermarktungsnormen nach der Verordnung (EG) Nr. 589/2008.

### Haltungsform und Herkunft
Aus dem auf jedem Ei aufgedruckten Erzeugercode lässt sich in der EU anhand der führenden Ziffer die Haltungsform feststellen:
- 0 = Bio-Eier: Freilandhaltung mit Futter aus Ökologischem Anbau.
- 1 = Freilandhaltung
- 2 = Bodenhaltung
- 3 = Ausgestalteter Käfig bzw. Kleingruppenhaltung in Legebatterien

Die folgenden Buchstaben bezeichnen den EU-Mitgliedsstaat. Die weiteren Zahlen geben Auskunft über die genaue Herkunft (siehe Eierkennzeichnungsregeln). Organisiert wird die Vergabe der Ziffern in Deutschland von den zuständigen Landesbehörden auf Grundlage des Legehennenbetriebsregistergesetzes.
Die Käfighaltung von Legehennen ist in der Schweiz seit 1992 und seit Januar 2009 in Deutschland und Österreich verboten, in der EU seit 2012. Sie wird seither überwiegend durch Bodenhaltung, in Deutschland in Ausnahmefällen durch die sog. Kleingruppenhaltung ersetzt. Bei dieser sind nicht mehr nur vier bis fünf Hühner in einem Käfig, sondern bis zu 60 Tiere in einem größeren Abteil zusammen, wodurch etwas mehr Bewegung möglich wird.
Nach Angaben der amtlichen Statistik stammen in Deutschland seit 2009 mehr Eier aus der Bodenhaltung als aus der Käfighaltung.
In der Schweiz gab es 2017 insgesamt rund 2,8 Millionen Legehennen. Rund 1,7 Millionen (60,4 %) von ihnen wurden in Freilandhaltung gehalten, rund 610.000 in Bodenhaltung (21,7 %) und rund 500.000 in Bio-Haltung (17,9 %).
Eier, die zu Produkten wie Eierteigwaren oder in der Gastronomie zu Speisen verarbeitet werden, müssen mit Stand März 2016 in Österreich nicht gekennzeichnet werden. Für sie gilt auch das Käfighaltungsverbot nicht. 2014 wurden 13.000 Tonnen Eier aus Drittstaaten importiert, 2015 bereits 18.000 t und somit 1/6 des Verbrauchs. Die Eier stammen vor allem aus China, Singapur, Mexiko und auch aus der Ukraine, Argentinien und Indien. Die Landwirtschaftskammer, die Agrarmarkt Austria (AMA) und die zentrale Arbeitsgemeinschaft der Geflügelwirtschaft (ZAG) treten für eine Deklarationspflicht auch für diese Eier ein, um Tierschutz und die Wettbewerbsfähigkeit heimischer Produzenten zu fördern. Am 9. März 2016 wurde bei einer Pressekonferenz auf die in der Schweiz bereits erfolgende Information verwiesen.

### Qualitätsmerkmale von Eiern
Nach europäischem Lebensmittelrecht werden Eier der Güteklasse A oder B zugeordnet. Die Kriterien für die höchste Güteklasse, A, sind in den europäischen Vermarktungsnormen für Eier (Verordnung (EG) Nr. 589/2008, Artikel 2) exakt definiert. Demnach zählen hierzu nur Eier, deren Schale und Cuticula sauber, unbeschädigt und normal geformt sind, deren Luftkammer maximal 6 mm hoch und unbeweglich ist, deren Dotter beim Durchleuchten nur schattenhaft und ohne deutliche Umrisslinie erkennbar ist und sich nicht wesentlich von seiner zentralen Position wegbewegt, deren Eiklar klar und durchsichtig ist, und die keine fremden Einlagerungen oder Auflagerungen und keinen Fremdgeruch haben. Eier der Güteklasse A dürfen auch nicht gewaschen werden, um die Cuticula zu schonen; dies gilt aber nicht in allen Staaten der Europäischen Union, sondern nur in denjenigen, wo das Waschen von Eiern bereits vor dem 1. Juni 2003 verboten war. In Deutschland dürfen Eier nicht gewaschen und im Ausland gewaschene Eier auch nicht vermarktet werden. Nur Eier der Güteklasse A dürfen als Konsumeier an Endverbraucher vermarktet werden.
Zur Güteklasse B gehören alle Eier, welche den Anforderungen der Güteklasse A nicht genügen, aber dennoch als Lebensmittel grundsätzlich geeignet sind. Sie finden Verwendung in der Lebensmittelindustrie oder in anderen Wirtschaftszweigen (wie etwa zur Herstellung von Kosmetika). Ausdrücklich nehmen die Begriffsbestimmungen der EU-Vermarktungsnormen (Artikel 1, Buchstaben k, l, m) bebrütete und angeschlagene Eier hiervon aus, wobei Eier als bebrütet gelten, sobald sie einmal in den Brutapparat eingelegt worden sind, und als angeschlagen, wenn Beschädigungen an Schale und Membranen das Eiinnere freigeben. Grundsätzlich verzehrsgeeignet und damit zugehörig zur Güteklasse B sind jedoch Eier mit folgenden Qualitätsmängeln:
- Schmutz und Feuchtigkeit
- Blutflecken
- Beschädigte, aber vollständige Kalkschale bei intakter Schalenhaut (sogenannte Knickeier)
- Feine Risse in der Kalkschale, die sich unter Druck erweitern, bei intakter Schalenhaut (Lichtsprünge)
- Vergrößerte Luftkammer über 6 mm Höhe
- Luftkammer, die zwischen Eiklar und Schalenmembran frei beweglich ist (sogenannte Läufer oder Schwimmer)
- Dotter, der sich nicht stabil in der Mitte hält
- Dünnflüssiges Eiklar
- Deformierungen
- Kalkauflagerungen auf der Schale

Ebenfalls zur Güteklasse B gehören gewaschene Eier in denjenigen Ländern, in denen das Waschen für die Güteklasse A nicht gestattet ist. Wenn Eier der Güteklasse A sich so verändern, dass sie den Anforderungen nicht mehr genügen, werden sie zur Güteklasse B herabgestuft.
Nicht verkehrsfähig sind dagegen:
- Eier ohne oder mit unzureichend ausgebildeter Kalkschale (sogenannte Fließ- oder Windeier)
- Angeschlagene Eier (Brucheier)
- Eier mit Verfärbungen von Dotter oder Eiklar
- Bluteier
- Bebrütete Eier, gleich ob befruchtet oder nicht
- Verdorbene oder von Pilzen befallene Eier
- Eier mit deutlichen Geruchs- oder Geschmacksabweichungen

### Sortierung von Eiern der Klasse A nach Gewicht
Je nach Gewicht werden Hühnereier in vier (früher acht) Gewichtsklassen eingeteilt:
| Gewichtsklasse | Beschreibung | Gewicht           |
| -------------- | ------------ | ----------------- |
| XL             | Sehr groß    | 73 g und mehr     |
| L              | Groß         | 63 bis unter 73 g |
| M              | Mittel       | 53 bis unter 63 g |
| S              | Klein        | unter 53 g        |

## Qualitätssicherung

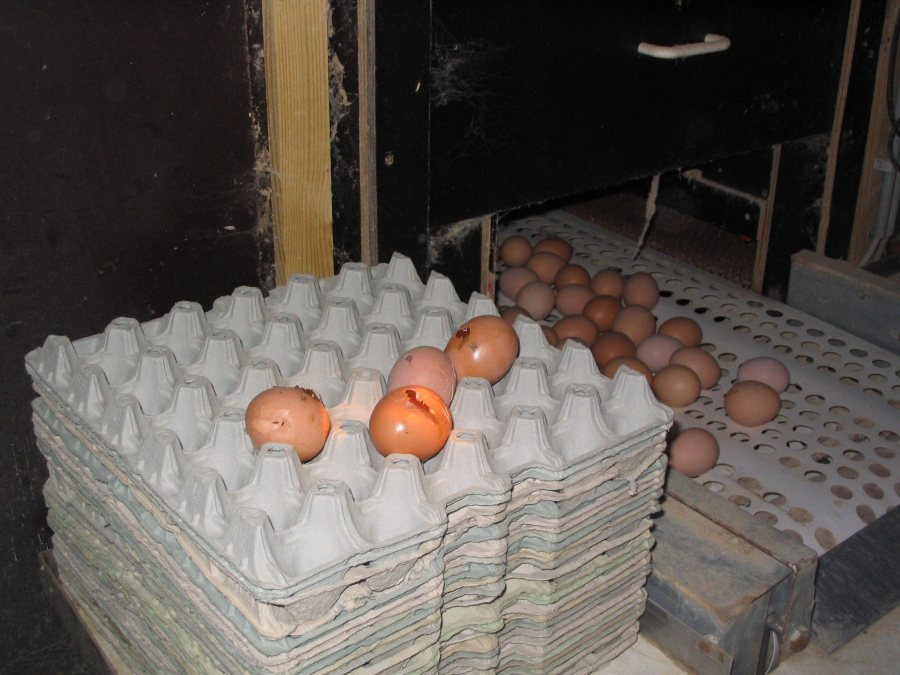
Aussortierte, teilweise beschädigte Eier

Die Qualität von Hühnereiern wird durch Gesundheit, Haltung und Fütterung der Hennen und durch Stallklima, Transport und Lagerung der Eier beeinflusst. Qualitätsmängel entstehen insbesondere durch falsche Fütterung, Hygienemängel, unsachgemäße Behandlung sowie lange Lagerung der Eier. Entsprechend ihrem Zustand, der mittels verschiedener chemischer und physikalischer Untersuchungsmethoden ermittelt wird, teilt man die Eier nach Güteklassen ein oder nimmt sie schlimmstenfalls ganz von der Vermarktung aus.

### Qualitätsmängel

#### Alterungserscheinungen
Sachgerecht gelagerte Hühnereier bleiben 3–4 Wochen in gutem Zustand, dann machen sich jedoch Alterserscheinungen deutlich bemerkbar. Folgende Vorgänge sind dabei zu beobachten.
- Das Ei verliert Wasser durch die Schale, die Luftkammer vergrößert sich.
- Der dickflüssige Teil des Eiklars wird durch die Aktivität der eieigenen Enzyme dünnflüssiger.
- Die Hagelschnüre lösen sich ab und lösen sich teilweise auch auf.
- Die Dotterkugel verliert ihre stabile Lage in der Mitte des Eis und wandert an die Seiten.
- Die Dotterkugel verliert ihren Innendruck – schlägt man das Ei auf, so erscheint sie flach statt hochgewölbt.
- Die Dottermembran zerreißt leichter.
- Das Ei entwickelt einen typischen Fehlgeruch und -geschmack.

#### Mikrobielle Belastung
Legefrische Eier sind im Inneren fast immer keimfrei. Nur sehr selten kommt eine Infektion im Legeapparat der Henne noch vor Ausbildung der Schale vor (eine sogenannte primäre Kontamination), wobei insbesondere eine Übertragung von Salmonellen auch von klinisch gesunden Tieren auf ihre Eier möglich ist. Das Äußere eines gelegten Eis ist dagegen im Allgemeinen nicht keimfrei. Auch für eine sekundäre Kontamination des Eiinneren sind unbeschädigte Hühnereier nicht sehr anfällig; ein hoher Anteil übersteht auch lange Lagerung, ohne von Mikroorganismen befallen zu werden. Dies liegt daran, dass die zwei Blätter der Schalenhaut, die unmittelbar unterhalb der Kalkschale liegen, eine äußerst effektive Barriere gegen das Eindringen der Mikroorganismen bildet. Auch die auf der Außenseite der Kalkschale liegende Cuticula verschließt zumindest eine gewisse Zeit nach dem Legen die Poren der Schale, weswegen es dem mikrobiellen Verderb auch vorbeugt, Eier schonend zu behandeln und nicht zu waschen.
Nichtsdestoweniger kommt eine Kontamination vor allem bei langer Lagerung vor. Folgen sind Farbveränderungen, Trübungen, Fäulnis und Schimmelflecken.

#### Morphologische Mängel und Beschädigungen
Bereits unmittelbar nach dem Legen genügen manche Eier nicht den Qualitätsstandards, weil sich beispielsweise die Kalkschale nicht oder unvollständig gebildet hat oder weil sie durch falsche Fütterung der Hennen Farb-, Geruchs- oder Geschmacksabweichungen aufweisen. Eier können nach dem Legen beschmutzt und beschädigt werden, was ein Zeichen für mangelnde Hygiene im Legebetrieb oder unsachgemäßen Umgang mit den Eiern sein kann. Beschädigte Eier können zu einer als Eierfressen bezeichneten Verhaltensstörung führen.
Eier mit Beschädigungen der Eischale bei intakter Schalenhaut werden als Knickei oder Lichtsprungei, solche mit verschmutzter Oberfläche als Schmutzei bezeichnet. Ist die Keimscheibe bei der Durchleuchtung verfärbt, spricht man von einem Hitzefleckei. Ein bis zu 7 Tagen bebrütetes, aber unbefruchtetes Ei wird Schierei genannt. Treten am Dotter oder im Eiklar rote Flecken auf, spricht man von einem Blutfleckei.

### Geläufige Untersuchungen
Zur Feststellung der möglichen Qualitätsmängel von Hühnereiern sind chemische und physikalische Untersuchungen üblich. Durch Prüfen auf typische Alterungserscheinungen kann zudem eine Einschätzung des Eialters vorgenommen werden.
Die früher in Lebensmittelgeschäften geläufige Durchleuchtung (Schieren) gibt Hinweise auf angebrütete oder ein anderweitig inhomogenes Inneres der Eier.
Die Schwimmprobe gibt einen Hinweis darauf, wie frisch ein Ei ist. Dieser Test beruht darauf, dass Wasser aus dem Inneren durch die Schale hindurch verdunstet und die Luftblase allmählich größer wird. Man legt das Ei in Wasser und folgert:
- Wenn das Ei frisch ist, geht es komplett unter und liegt flach am Boden.
- Ist es einige Tage alt, liegt es am Boden und das stumpfe Ende steht leicht nach oben.
- Wenn das Ei senkrecht oder fast senkrecht steht, ist es weniger als zwei Wochen alt.
- Schwimmt es an der Oberfläche und das stumpfe Ende mit der Luftblase ragt aus dem Wasser, so ist es mehr als 3 Wochen alt.[58]

Ein Indiz für die Frische eines bereits gekochten Eis ist die Lösbarkeit der Schale. Lässt sich diese einfach entfernen, ist das Ei mindestens etwa vier Tage alt. Bei ganz frischen Eiern haften die Schale und die darunterliegende Haut stark am Ei, so dass dieses oft nur mit Beschädigungen gepellt werden kann.
Frische Eier lassen sich eher geräuschlos schütteln, während ältere durch Trocknen eine größere Luftblase ausgebildet haben und daher schlackern können.
Um festzustellen, ob ein Ei bereits gekocht oder noch roh ist, kann man es auf eine ebene Fläche legen und wie einen Kreisel in Rotation versetzen. Ein gekochtes Ei kreiselt problemlos, ein rohes Ei ist schwieriger in Rotation zu versetzen und schlingert tendenziell. Eine weitere Möglichkeit: Wenn das Ei nun abrupt angehalten und sofort wieder losgelassen wird, kann man den Unterschied zwischen frischem (es dreht sich weiter) und gekochtem (es bleibt stehen) Ei feststellen.
Haarrisse der Schale und Strukturen im Inneren des Eis werden beim Sortieren mittels Durchleuchtung beurteilt. Davon zu unterscheiden ist das sogenannte Schieren, dort soll der Entwicklungsfortschritt von bebrüteten Eiern verfolgt werden. Mit UV-Bestrahlung können über Fluoreszenz Abrollspuren, die an metallenen Käfigstäben entstehen, erkannt werden.
Wichtige chemisch nachweisbare Indikatorsubstanzen sind Bernsteinsäure und 3-Hydroxybutansäure. Ein erhöhter Bernsteinsäuregehalt ist charakteristisch für mikrobiellen Verderb, ein erhöhter Gehalt an 3-Hydroxybutansäure weist dagegen auf befruchtete und angebrütete Eier hin.

## Kulturelles

### Mythologie und Brauchtum

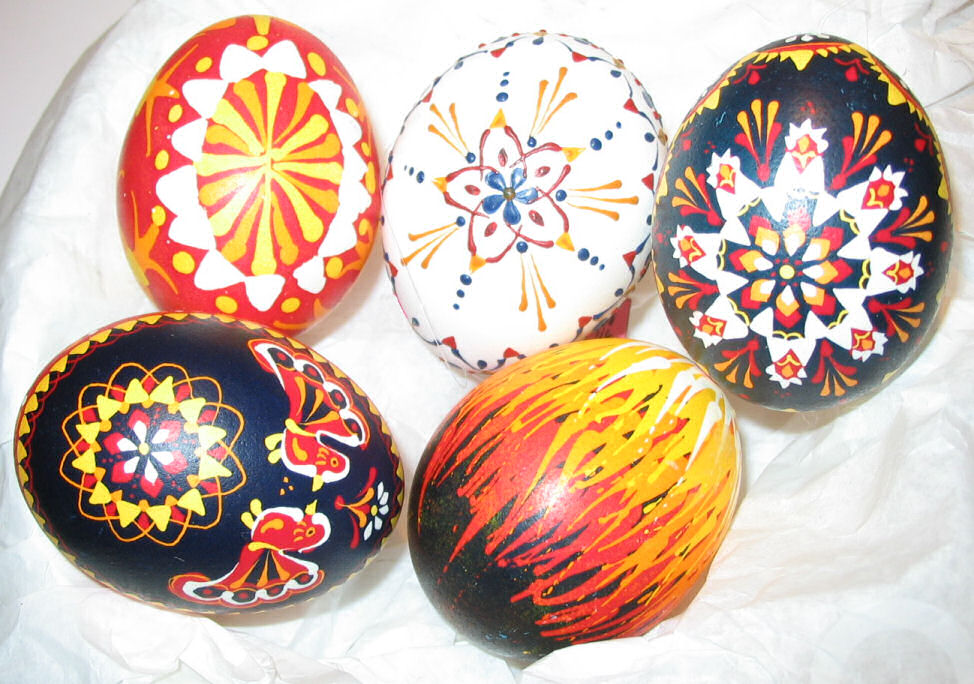
Ostereier mit traditionellen sorbischen Motiven

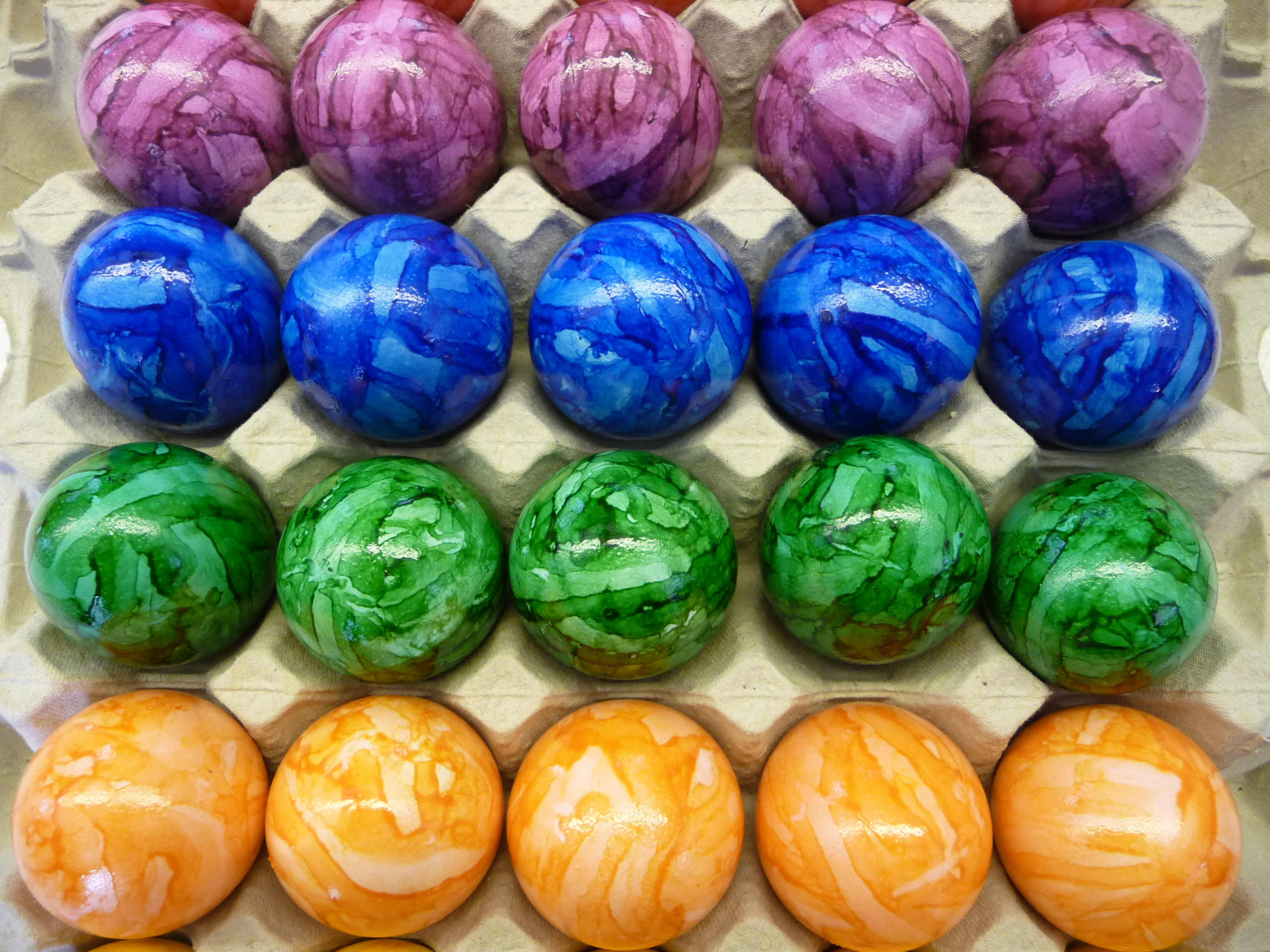
Hartgekochte Hühnereier zu marmorierten Ostereiern eingefärbt

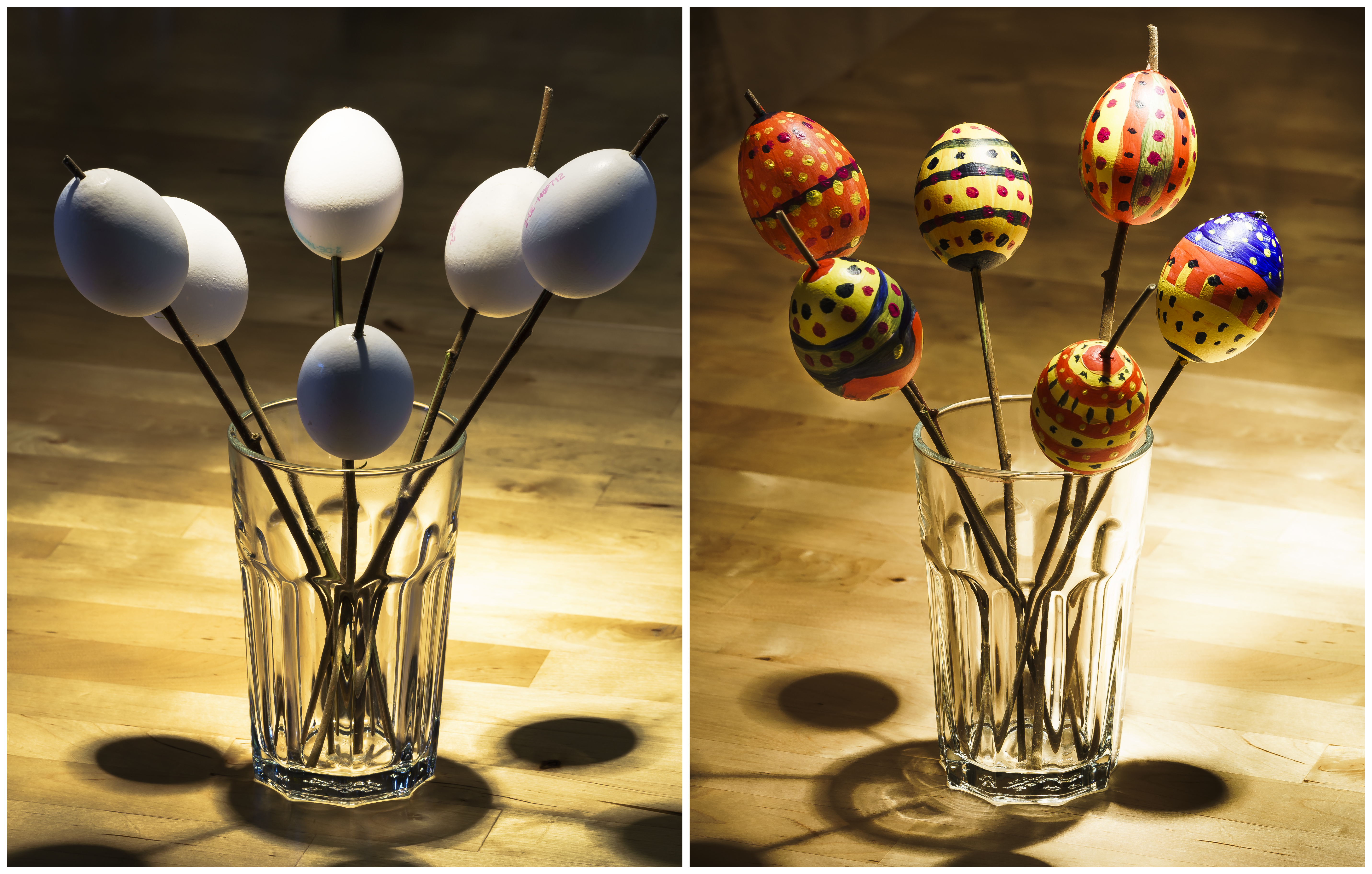
Ausgeblasene Eier vor und nach dem Bemalen für Ostern

In zahlreichen Mythen und Bräuchen taucht das Ei auf, das statt eines Hühnereis das Ei eines anderen Vogels oder Tieres sein kann und oft von keinem Tier stammt, sondern von einem ersten Gott geschaffen wurde. Das Ei verkörpert dabei in vielen Schöpfungsmythen den Ursprung des Lebens, oft als Weltenei, aus dem die Welt in Gestalt eines Allgottes hervorgegangen ist. Nach der finnischen Mythologie, der Kalevala, ist das Universum aus sieben Eiern entstanden, sechs goldenen und einem aus Eisen. Demnach wurde aus den Schalenhälften der Himmel und die Erde, aus dem Eigelb die Sonne, aus dem Eiklar der Mond und die restlichen Schalenstücke bildeten Sterne und Wolken. Aus dem schwarzen Dotter des Eies aus Eisen wurde eine Gewitterwolke. Auch im Christentum spielt das Ei eine Rolle. Der christliche Brauch, Ostereier zu schenken, geschieht im Glauben an die Auferstehung Christi. Der syrische Kirchenlehrer Ephraem der Syrer schrieb dazu im 4. Jahrhundert: „Gleich einem Ei springt das Grab auf.“ In Deutschland wird der alte Brauch der Eierverzierung zu Ostern besonders bei den Sorben gepflegt. In der Gegend um Bautzen werden kunstvoll Ostereier in sorbischer Tradition gestaltet. Eiern, die an Gründonnerstag oder Karfreitag gelegt worden waren, schrieb man im Mittelalter besondere Kräfte zu. Man ließ sie zunächst weihen und deponierte diese Karfreitagseier dann im Haus, um dieses vor Überschwemmungen oder Feuer zu schützen.
Missgebildete Hühnereier wurden im 19. Jahrhundert auch als Hexeneier oder Hahneneier bezeichnet.
Das Eierorakel ist seit der Antike eine Methode der Wahrsagung, die im europäischen Aberglauben überliefert ist und heute noch in einigen traditionellen asiatischen Kulturen eine Rolle spielt.
Die Eierschale (des Hühnereis) wurde frühen zudem als Hohlmaß verwendet.

#### Pessach-Sederabend

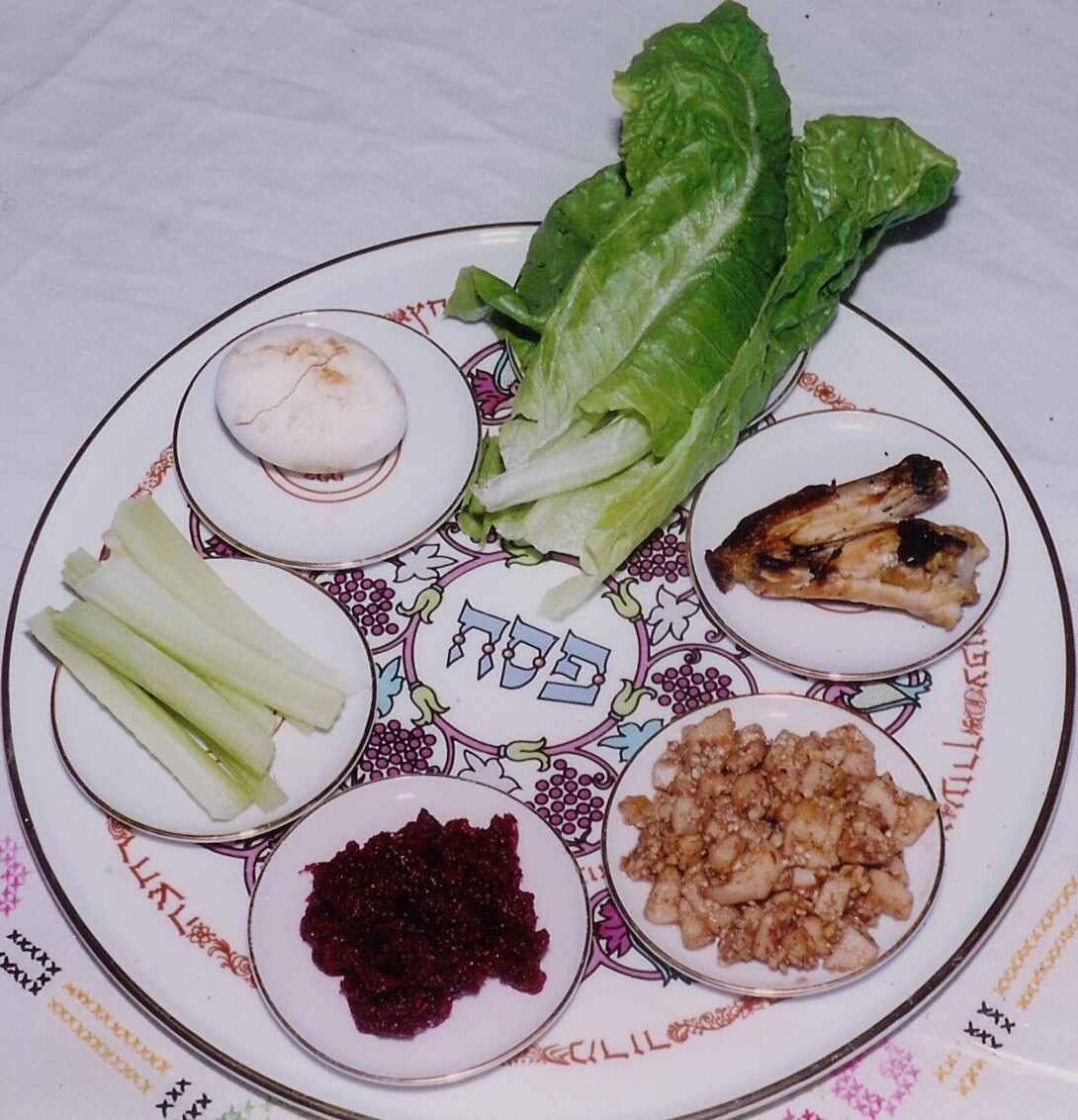
Der Sederteller im Uhrzeigersinn oben beginnend: Maror, Seroa, Charosset, Chaseret, Karpas, Beitzah (Ei)

Am Sederabend des jüdischen Pessach-Festes wird im Kreis der Familie (oder der Gemeinde) gefeiert. Zu den Tagen des Pessach-Festes werden viele Eierspeisen gegessen.

#### Jüdische Speisegesetze

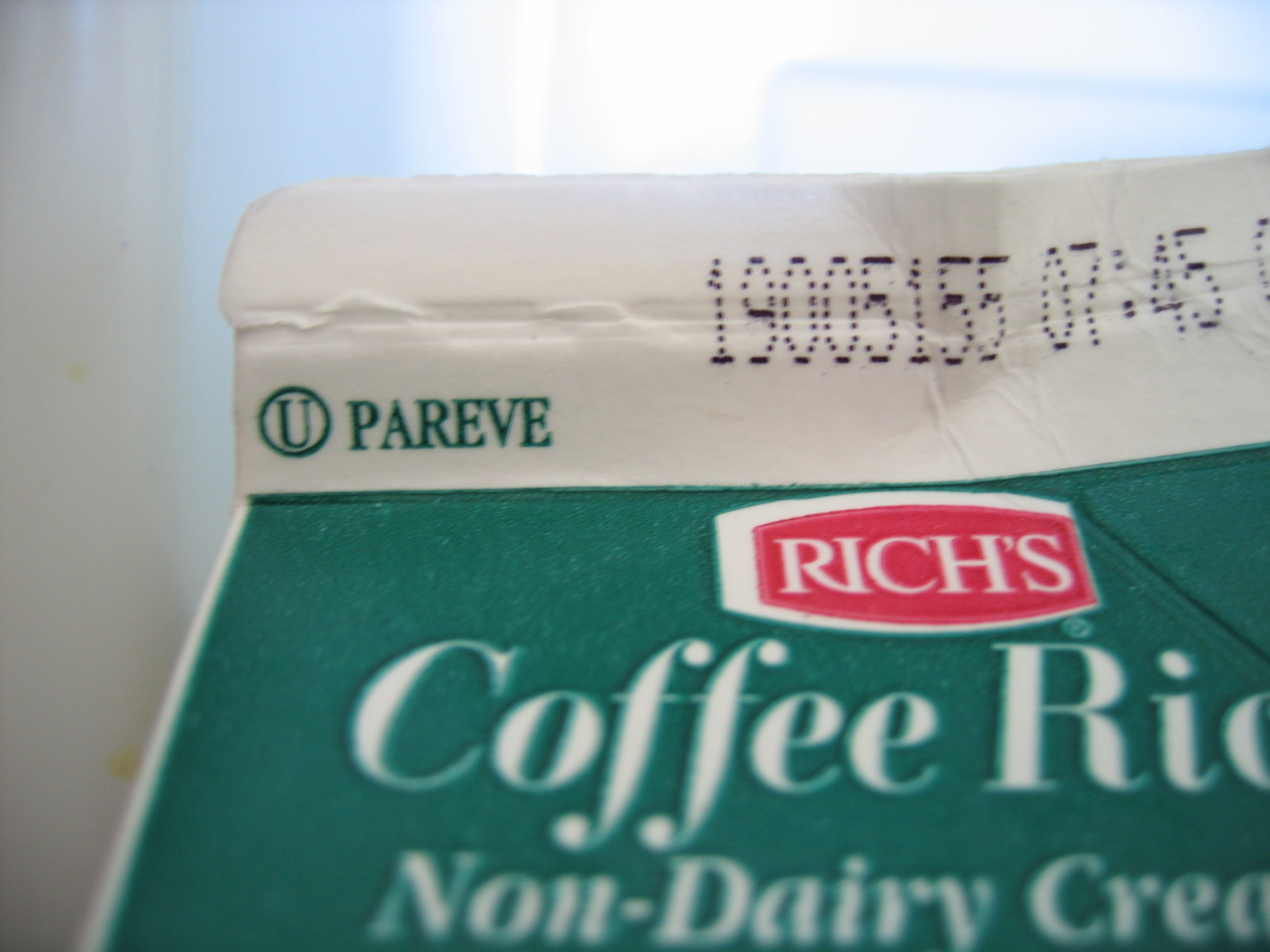
Auszeichnung jüdisch neutraler Lebensmittel in den USA mit „U Pareve“

Hühnereier sind weder fleischig noch milchig, sondern parve. Ein Hühnerei ist koscher, wenn es (im rohen Zustand) erwiesenermaßen keine Blutspur enthält.

### Redewendungen
Einige bekannte Redewendungen beziehen sich auf das Hühnerei:
- Eine verblüffend einfache Lösung ist „das Ei des Kolumbus“.[63]
- Dinge, die schwer zu unterscheiden sind, gleichen einander „wie ein Ei dem anderen“.[64]
- Jemand, der in finanziellen Schwierigkeiten ist, muss „das Ei unter der Henne verkaufen“.[63]
- Etwas sehr Billiges erhält man „für einen Apfel und ein Ei“. Diese beiden Dinge sind landläufig auf Bauernhöfen im Überfluss verfügbar und können ohne Probleme abgegeben werden.[65]
- Sprichwörtliches Rätsel: „Wer war zuerst da, das Huhn oder das Ei?“ (Siehe Henne-Ei-Problem.)
- „Das Gelbe vom Ei“ sein, etwas Besonderes; häufig in der Verneinung gebraucht.
- „Wie aus dem Ei gepellt“ aussehen bedeutet, sehr ordentlich angezogen sein.
- Etwas oder jemanden „wie ein rohes Ei behandeln“ bedeutet, besonders vorsichtig oder umsichtig mit der Sache oder Person umzugehen.
- Eiern heißt: sich unrund drehen; herumeiern im übertragenen Sinn: unrund argumentieren, sich nicht entscheiden.

## Dokumentarfilme
- Armes Huhn – Armer Mensch. Regie: Jens Niehuss, Arte, Deutschland 2019.